# Selvík
Selvík är en smal strand på sydsidan av Sørvágsfirði. Stranden ligger cirka en kilometer väster om byn Sørvágur.
Förr i tiden var Selvík en plats med en station för valslaktning.